# Bogdan Vasile Panait
Bogdan Vasile Panait (Ploieşti, 12 de abril de 1983), conhecido como Panait, é um jogador de futebol romeno.

## Carreira
Panait estreou profissionalmente em 2001 pelo FC Petrolul Ploieşti e também jogou entre os anos de 2003 e 2006 pelo Fotbal Club Vaslui. Embora seja um jogador defensivo, Panait tem um certo faro de gol. Na temporada 2005/2006 ele marcou 4 gols em 26 jogos. Jogou pelo FC Steaua Bucureşti na Liga dos Campeões de 2006/07. No inverno de 2006, o Steaua realizou uma troca com o Fotbal Club Vaslui:  Marius Croitoru foi para o FC Steaua Bucureşti e Panait foi para o Fotbal Club Vaslui. No inverno de 2009, ele foi emprestado para o CS Otopeni, mas não conseguiu evitar o rebaixamento de sua equipe. Ele retornou ao Fotbal Club Vaslui no verão, mas continuava na lista de transferências. Em agosto, ele foi emprestado novamente ao CS Otopeni, por uma temporada. Panait retornou no verão de 2010 e foi liberado. Em 2011 ele acertou com o FC Tiraspol.

## Títulos

### SC Vaslui
- UEFA Intertoto Cup
  - Campeão: 2008